# Плоть и камень
«Плоть и камень» — пятая серия пятого сезона британского научно-фантастического телесериалa «Доктор Кто», показанная 1 мая 2010 года. Это вторая часть двухсерийной истории, написанной Стивеном Моффатом, продолжение серии «Время ангелов».
После показа серия получила в основном положительные отзывы. Хотя некоторое недовольство вызвала сцена поцелуя Эми с Доктором.

## Сюжет
Серия начинается с того, как Доктор с Эми, Ривер Сонг, отцом Октавианом и его клириками оказываются на поверхности корабля. Доктор, пытаясь разблокировать проход на корабль отвёрткой, объясняет Эми, что, когда он выстрелил в гравитационную сферу, высвободившаяся сила подняла их к обшивке корабля. Доктор открывает проход, однако ангелы преследуют их. Внутри они вынуждены погасить свет, чтобы пройти дальше, тем самым дав свободу действий ангелам, которые практически восстановили свой привычный облик и уже пробрались на корабль. При помощи клириков Доктору и его спутникам удаётся пройти на лётную палубу.
Пока клирики блокируют входы, Доктор замечает, что Эми ведёт обратный отсчёт. Доктор связывается с ангелом Бобом, который говорит ему, что она в их власти и что есть кое-что, чего Доктор не заметил. Ангелы смеются. Доктор наконец замечает на внутренней обшивке сияющую временную трещину. Он открывает проход в лес — кислородную фабрику корабля, где модифицированные деревья вырабатывают кислород из звёздного света, а сам пытается понять причину появления трещины, сканируя её отвёрткой. Ангелы наступают со всех сторон. Они пришли сюда питаться энергией времени. Доктор окружён. Чудом ему удаётся убежать, но его пиджак остаётся в руке ангела.
В лесу Эми становится хуже — изображение ангела засело в её зрительном нерве. Доктор просит её закрыть глаза и предупреждает, что если она откроет их более чем на секунду, то умрёт. Оставляя её под охраной клириков, Доктор вместе с Ривер Сонг и отцом Октавианом двигается дальше. Перед тем, как уйти, Доктор ещё раз подходит к Эми и просит её вспомнить то, что он говорил ей в детстве.
Ангелы повсюду, они выкачивают энергию из корабля, однако трещина разрастается, распространяя яркий свет, ангелы, пугаясь её, прячутся. Клирики посылают Филиппа и Криспина к трещине, однако как только они подходят совсем близко к трещине, связь с ними пропадает и остальные клирики ведут себя так, как будто их не было. Никто не знает о них, кроме Эми. Она решает посмотреть на источник света и, увидев его, понимает, что эта та же самая трещина со стены из её детства. Глава отряда Марко посылает клирика Педро проверить трещину, отвечая на вопрос Эми «А как насчёт других, почему бы не подождать, пока они вернутся?» отвечает «Каких других? Я никого перед этим не посылал. Не было никаких Криспина и Филиппа в нашем отряде». Что-то происходит, и Марко забывает о Педро, словно его с ним не было, и решает пойти сам. Эми всячески пытает отговорить его, но он оставляет ей рацию для связи. Когда Марко подходит к трещине совсем близко, связь с ним прерывается и Эми остаётся одна в лесу.
Тем временем Доктору на пути к лётной палубе поступают данные о трещине. Он вместе с Ривер Сонг узнаёт, что трещины — результат большого взрыва в будущем, настолько мощного, что будут затронуты все миры и времена. Доктор узнаёт дату — 26.06.2010. «Время Эми», — говорит он. Добравшись до лётной палубы, Октавиан оказывается в руках ангела. Он предупреждает Доктора, чтобы он не доверял Ривер Сонг, что он не знает, кто она на самом деле. Он рассказывает Доктору, что доктор Сонг убила хорошего человека, и просит оставить его здесь.
Доктор и Ривер Сонг связываются с Эми. Ривер Сонг пытается починить телепорт. Доктор говорит Эми, что она должна идти по кишащему ангелами лесу с закрытыми глазами, иначе трещина настигнет её. Доктор объясняет, что, если свет от трещины коснётся её, он сотрёт каждое мгновение её существования, как будто её никогда не существовало, как будто она никогда не рождалась. Доктор говорит, что большое сложное временное событие, такое, как он, может остановить трещину, закрыть её. Эми при помощи детектора расстояния, посланного Доктором ей на рацию, медленно продвигается по лесу. Вокруг неё ангелы. Эми роняет рацию, ангел пытается коснуться её, но в самый последний момент Ривер Сонг активирует телепорт и переносит её на палубу.
Ангелы рядом. Они требуют, чтобы Доктор заглушил трещину, бросившись в неё. Однако корабль совсем истощён, и искусственная гравитация отключается — все ангелы падают во временную трещину, тем самым закрывая её.
Доктор, Ривер, Эми, восстановившая зрение, и клирики стоят на берегу. Доктор спрашивает Ривер об убийстве, на что она отвечает, что действительно убила «человека, очень хорошего человека, лучшего из всех, которых она знала», и предупреждает Доктора о скорой встрече: «Мы скоро встретимся снова… когда Пандорика откроется». Ривер прощается и исчезает.
Доктор отвозит Эми домой. Она пытается поцеловать его, но Доктор понимает, что «всё это из-за неё». Он также замечает её время на часах в спальне — 26.06.2010.